# My Brother's Keeper (Long Live G)
My Brother's Keeper (Long Live G) è il primo EP del rapper statunitense DaBaby, pubblicato il 20 novembre 2020.

## Tracce
1. Brother's Keeper
2. 8 Figures
3. Shanyah
4. Gucci Peacoat
5. Handgun
6. Bidness
7. More Money More Problems